# Awakino (fleuve)
Le fleuve Awakino  (anglais : Awakino) est un fleuve du district de Waitomo dans la région de Waikato, localisée dans l’île du Nord de la Nouvelle-Zélande. Elle a été décrite comme l‘une des grandes rivières de l‘île du Nord  fournissant des parcours de pêche de grande qualité. Elle possède un excellent stock de  truites arc-en-ciel et de truites brunes dans un joli environnement.
Le centre-ville d’Awakino se situe sur les berges de la rivière.

## Géographie
Le fleuve s’écoule dans un paysage de garrigue accidentée du King Country (en) et se dirige vers le sud via la ville de Mahoenui d’où elle serpente le long du trajet de la route State Highway 3/S H 3 (en) vers la mer de Tasman au niveau d'Awakino.